# Musique gothique

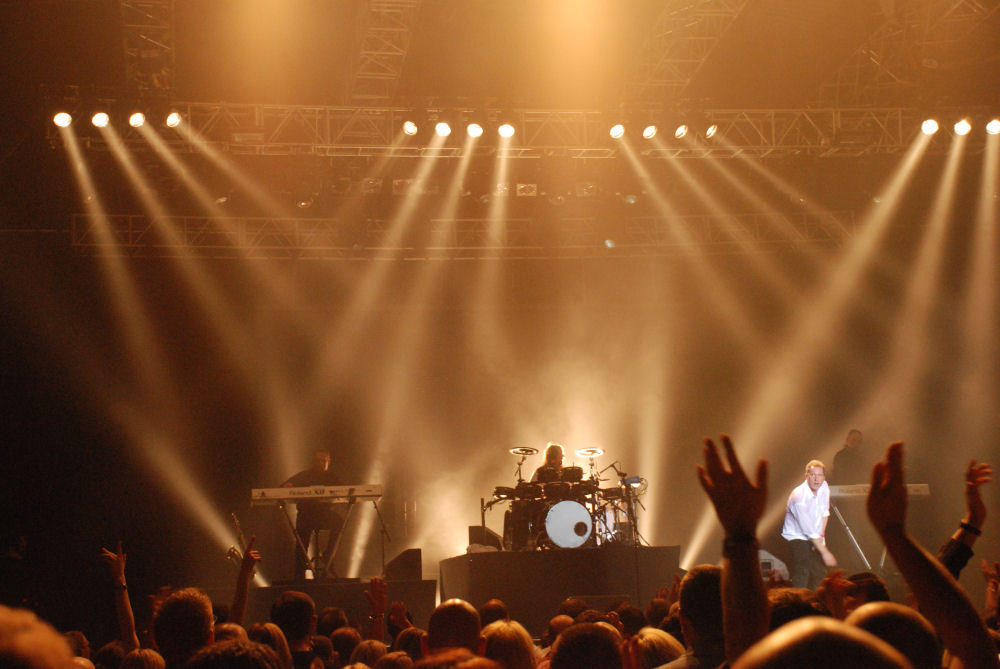
O.M.D.

La musique gothique regroupe un ensemble de plusieurs genres musicaux ayant, pour une majeure partie, émergé vers la fin des années 1970 et le début des années 1980. Ces genres ou styles musicaux sont liés ou associés au mouvement gothique. Ils incluent : cold wave, dark wave, death rock, horror punk, new wave, post-punk, punk rock, rock gothique, et witch house. Beaucoup de groupes gothiques mélangent plusieurs de ces genres ou vont incorporer de la minimal synthwave ou du minimal EBM.
D'autres genres musicaux gravitent autour de la musique et de la culture gothique, tels que la musique médiévale et certains courants du metal, en particulier le metal gothique. La branche cybergoth du mouvement gothique a pour musique principale l'aggrotech.
Des groupes phares comme Visage, Orchestral Manoeuvres in the Dark (OMD), The Cure ainsi que Rajna marquent la new wave gothique.